# Tim Hall
Tim Hall (sinh ngày 15 tháng 4 năm 1997) là một cầu thủ bóng đá chuyên nghiệp người Luxembourg hiện tại đang thi đấu ở vị trí trung vệ.

## Sự nghiệp thi đấu

### Trước khi thi đấu tại V.League
Tim Hall bắt đầu chơi bóng ở đội trẻ của F91 Dudelange. Sau đó anh chuyển ra nước ngoài và ký hợp đồng với câu lạc bộ Standard Liège tại Giải bóng đá vô địch quốc gia Bỉ. Sau khi chuyển đến đội trẻ của 1. FC Saarbrücken, anh thi đấu tại A-Junioren Bundesliga từ năm 2014 đến 2016 (ra sân 27 trận và ghi 2 bàn thắng), trở thành nhà vô địch U-19 Saarland Cup năm 2015 và 2016. Trong mùa giải 2016/17, anh chuyển đến đội dự bị của SV Elversberg. Sau kỳ nghỉ đông, Hall tập luyện cùng đội 1 của câu lạc bộ nhưng không được sử dụng. Trong mùa giải 2017/18, Hall chơi cho câu lạc bộ Lierse S.K.. Chỉ sau 4 trận đấu và câu lạc bộ giải thể cuối mùa giải, Hall trở về quê nhà và thi đấu cho FC Progrès Niederkorn ở mùa giải 2018/19. Một năm sau, anh ký hợp đồng với câu lạc bộ FC Karpaty Lviv ở Ukraina. Anh chơi 18 trận ở giải quốc nội cho đội bóng, ghi 1 bàn trong trận thua 1-2 trước FK Oleksandrija. Vào ngày 8 tháng 8 năm 2020, anh chuyển đến câu lạc bộ Gil Vicente tại Giải bóng đá Ngoại hạng Bồ Đào Nha. Tuy vậy, anh chỉ được sử dụng trong trận đấu tranh chức vô địch với S.L. Benfica và sau đó chuyển đến Wisła Kraków tại Ekstraklasa. Tuy nhiên, chỉ sau 11 ngày, hợp đồng của anh bị chấm dứt do không đáp ứng yêu cầu về thể lực. Vào tháng 8 năm 2021, Hall ký hợp đồng với câu lạc bộ Ethnikos Achna FC ở Cộng hòa Síp. Tại đây, anh ra sân tổng cộng 28 lần trong mùa giải đầu tiên, nhưng phải nghỉ thi đấu đến cuối mùa giải do bị gãy ngón chân vào tháng 4. Hợp đồng của anh sau đó đáo hạn và Hall không thi đấu cho câu lạc bộ nào trong vòng 6 tháng trước khi được câu lạc bộ Újpest FC tại Nemzeti Bajnokság I ký hợp đồng vào tháng 1 năm 2023. Tuy nhiên, hợp đồng đáo hạn vào ngày 21 tháng 2 năm 2024. Tại thời điểm này, anh đã có tổng cộng 31 lần ra sân cho câu lạc bộ.

### Hà Nội
Ngày 7 tháng 3 năm 2024, Hall gia nhập câu lạc bộ Hà Nội tại V.League 1 bằng bản hợp đồng kéo dài 1 năm.

## Sự nghiệp quốc tế
Hall ra mắt quốc tế cho Luxembourg vào ngày 29 tháng 3 năm 2017, trong trận thua 0-2 trước Cabo Verde.